# لایکا دیحی‌لوکس۲

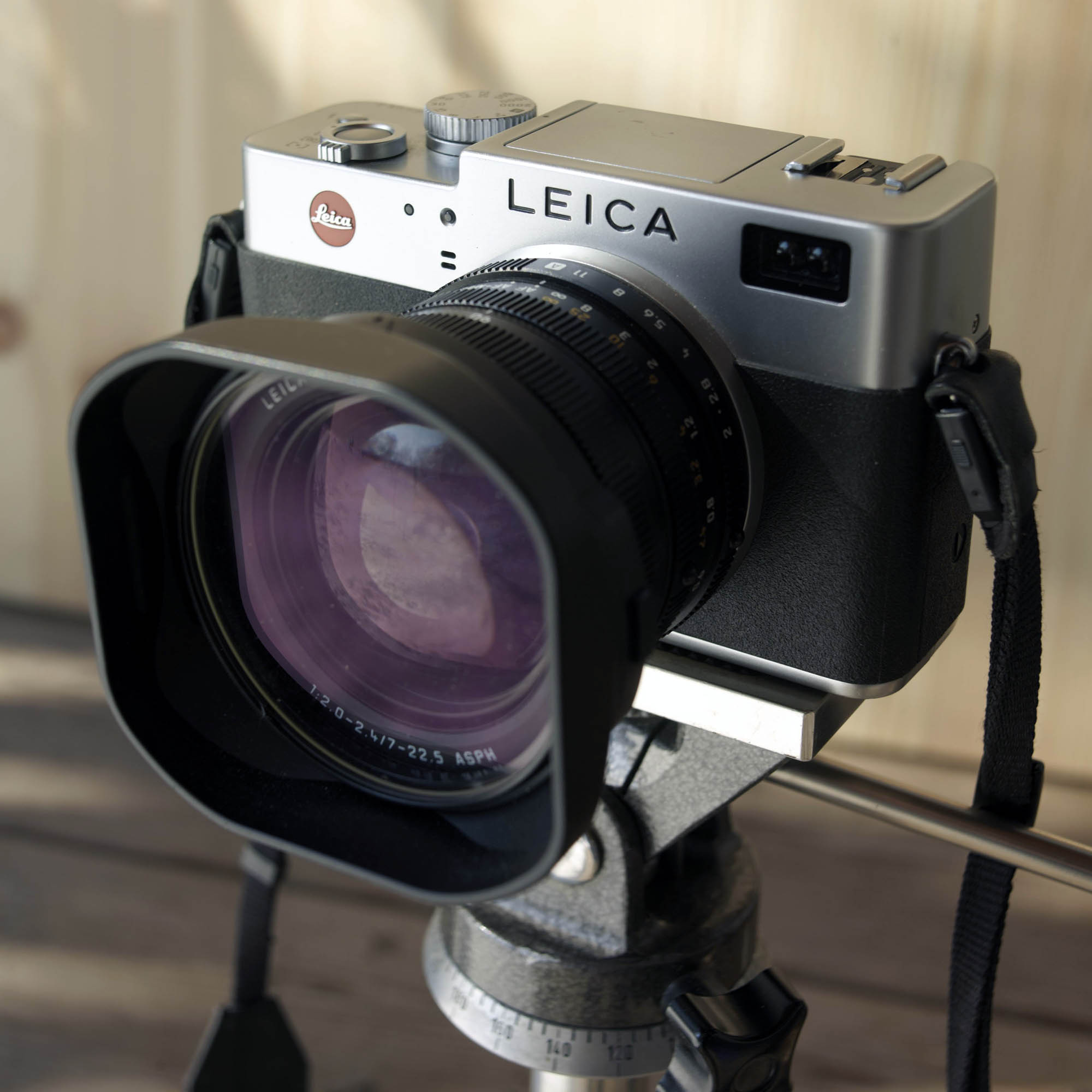
یک دوربین دیجیتال ساخت شرکت لایکا در سال 2004 می باشد.

لایکا دیحی‌لوکس۲ (به انگلیسی: Leica Digilux 2) یک دوربین عکاسی ساخت شرکت لایکا است.